# アマンダ・レッドマン
アマンダ・レッドマン（Amanda Jacqueline Redman、1957年8月12日 - ）は、イギリス出身の女優である。

## 人物
ブライトン出身。
おばにジョイス・レッドマンがいるほか、ロバート・グレニスターとの間にできた子にエミリー・グレニスターがいる。
2012年、レッドマンに俳優活動と慈善活動の功績をたたえ大英帝国勲章（メンバー）が授けられた。

## 出演作品

### 映画
- セクシー・ビースト
- 女王と祖国のために

### テレビシリーズ
- ニュー・トリックス〜退職デカの事件簿〜 シリーズ（サンドラ・プルマン）
- ザ・サイト/霊界からの依頼人